# NGC 3951
NGC 3951 is een spiraalvormig sterrenstelsel in het sterrenbeeld Leeuw. Het hemelobject werd op 10 april 1785 ontdekt door de Duits-Britse astronoom William Herschel.

## Synoniemen
- UGC 6867
- MCG 4-28-90
- ZWG 127.99
- IRAS11511+2339
- PGC 37288